# Morville-lès-Vic
Morville-lès-Vic település Franciaországban, Moselle megyében. Lakosainak száma 111 fő (2022. január 1.). Morville-lès-Vic Château-Salins, Hampont, Moyenvic, Puttigny, Salonnes és Vic-sur-Seille községekkel határos.

## Népesség
A település népességének változása:
| Lakosok száma | 134  | 120  | 99   | 118  | 135  | 132  | 123  | 124  | 124  | 111  |
|               | 1968 | 1982 | 1990 | 2006 | 2013 | 2015 | 2017 | 2019 | 2020 | 2022 |